# Jean Jouzel
Jean Jouzel (n. 1947) es un glaciólogo, y climatólogo francés. Es un renombrado especialista en los grandes cambios climáticos, sobre la base de su análisis de la masa de hielo de Antártica y de Groenlandia.
Ha desarrollado su carrera de investigación en la CEA (Commissariat à l'Energie Atomique) que es el organismo público francés nuclear. En 1991, pasó a ser vicepresidente del LMCE, que es el Laboratorio de la CEA, dedicado al ambiente y al clima; en 1995 director investigador; en 1998 director de estudios de clima del LSCE, que resultó en la fusión del LMCE con otro laboratorio de estudios ambientales; de 2001 a 2008 fue director del IPSL (Instituto Pierre Simon Laplace) que es el mayor laboratorio federativo en investigación del clima en la región de París, incluyendo al CEA LSCE.
Desde 1994, ha sido experto del IPCC, y su vicepresidente desde 2002. El IPCC comparte con Al Gore el Premio Nobel de la Paz 2007 "por sus esfuerzos para construir y diseminar un mayor conocimiento sobre el cambio climático de origen antropogénico, y sentar las bases de las medidas que son necesarias para contrarrestar ese cambio"

## Honores

### Galardones
- 2010: medalla de oro del CNRS, con Claude Lorius, el más alto galardón científico francés[2]

- 2023: Premio Fundación BBVA Fronteras del Conocimiento[3]